# Denise Scharley
 (février 2011).
Si vous disposez d'ouvrages ou d'articles de référence ou si vous connaissez des sites web de qualité traitant du thème abordé ici, merci de compléter l'article en donnant les références utiles à sa vérifiabilité et en les liant à la section « Notes et références ».
Scènes principales
Opéra-Comique
Opéra de Paris
Denise Scharley (de son vrai nom Denise Cécile Marguerite Besse) est une cantatrice française née le 16 février 1917 à Neuilly-en-Thelle (Oise) et morte le 26 juillet 2011 à Versailles (Yvelines).
Sa voix puissante et profonde, sa tessiture allant du contre-mi grave au si bémol aigu sur une même couleur de timbre et son tempérament de tragédienne, lui ont permis d'aborder autant les rôles de mezzo-soprano que de contralto.

## Biographie
Denise Scharley sort en 1942 du Conservatoire de Paris avec trois premiers prix pour débuter à l'Opéra-Comique le 29 novembre suivant dans le rôle de Geneviève de Pelléas et Mélisande. 
Elle crée le drame lyrique de Charlotte Sohy, L'Esclave couronnée, dont elle interprète le rôle-titre, composé entre 1917 et 1921 et donné pour la première fois à Mulhouse en 1947.
Son répertoire semble constitué : Mignon, Charlotte, Carmen… Dès la fin de la guerre, elle reçoit des engagements des grandes scènes étrangères. La Suisse, la Hollande, l'Angleterre, la Belgique, l'Espagne, l'Allemagne l'applaudissent. Sensible à son timbre rare et à l'intensité dramatique de son chant, l'Italie la réclame aussi. Naples, Bologne, Rome pour Pelléas et Mélisande, puis Carmen en avril 1947, auprès de Mario Del Monaco, partenaire qu'elle retrouvera pour Samson et Dalila au palais Garnier en 1960.
Son mariage avec Jacques Hivert, baryton de l'Opéra-Comique, et la naissance de deux enfants, Sylvie et Gérard, en 1948 et 1949, l'ayant momentanément éloignée de la scène, elle quitte la salle Favart pour le théâtre de la Monnaie à Bruxelles, où, durant une année, elle est titulaire du rôle de Carmen avant d'être engagée en 1951 à l'Opéra de Paris pour incarner Maddalena de Rigoletto. Elle y chante les principaux rôles de mezzo ou contralto. Le 21 juin 1957, elle crée le rôle de Mme de Croissy (l'ancienne prieure) dans Dialogues des carmélites de Francis Poulenc. Parallèlement, elle poursuit une brillante carrière à l'étranger, principalement en Europe.
Elle assure une activité considérable, abordant entre autres Amnéris (Aïda), Mary (Vaisseau fantôme), Carmen toujours dans la production de Raymond Rouleau et Ulrica (Un ballo in maschera) de 1958 à 1966 auprès de Régine Crespin ou Jon Vickers, dans la mise en scène de Margherita Wallmann. De Wagner, elle chantera aussi Fricka de La Walkyrie, Erda dans Siegfried et la Première Norne dans Le Crépuscule des Dieux (Régine Crespin et Rita Gorr étant les deux autres) dans la Tétralogie dirigée en 1958 par Hans Knappertsbusch.
Lors de la création française d'Obéron de Carl Maria von Weber en 1954, elle est Puck, sous la baguette d'André Cluytens, puis le jeune David, lors de la présentation scénique de l’œuvre sacrée d'Arthur Honegger, Le Roi David en octobre 1960. En 1972, elle est à nouveau Mme de Croissy dans la nouvelle production des Dialogues des carmélites, signée Raymond Rouleau.
À Genève, elle a aussi l'occasion d'aborder le répertoire russe, comme La Dame de pique ou La Khovantchina. C'est en 1983, après une série de représentations de Ondine de Jean Yves Daniel-Lesur au théâtre des Champs-Élysées puis de Faust à la Halle aux Grains de Toulouse que la cantatrice fait ses adieux à la scène.
Au cours d'une carrière s'étendant sur plus de quarante ans, Denise Scharley a ainsi occupé une place de premier plan au sein des artistes lyriques français. Deux rôles phares l'ont cependant tout particulièrement marquée, valorisant son tempérament dramatique : celui de Mme de Croissy dans Dialogues des carmélites, et celui de Mme Flora dans The Medium de Menotti, à Marseille en 1961 dans une mise en scène d'Antoine Bourseiller, puis salle Favart (un film sera d'ailleurs tourné pour la télévision en 1968 par le compositeur lui-même, avec Lila De Nobili pour les décors et les costumes).
En 2019, son fils Gérard Lecaillon lui consacre une biographie Denise Scharley de l'Opéra de Paris : Une vie de contralto aux éditions Librinova.

## Répertoire
- Raffaello de Banfield (en) : Tango pour femme seule et Alissa
- Georges Bizet : Carmen (rôle-titre)
- Alexandre Borodine : Le Prince Igor
- Gustave Charpentier : Louise (la mère)
- Jean Yves Daniel-Lesur : Ondine
- Claude Debussy : Pelléas et Mélisande (Geneviève)
- Manuel de Falla : La Vie brève
- Christoph Willibald Gluck : Orfeo ed Euridice (Orphée)
- Charles Gounod :
  - Mireille (Taven)
  - Faust (dame Marthe)
- Arthur Honegger :
  - Antigone
  - Le Roi David (le jeune David)
- Jules Massenet :
  - Werther (Charlotte)
  - Don Quichotte (Dulcinée)
- Gian Carlo Menotti :
  - The Medium (Madame Flora dite Baba)
  - The Consul
  - Maria Golovine (en)
- Darius Milhaud : Bolivar
- Modeste Moussorgski :
  - La Khovanchtchina
  - Boris Godounov
- Wolfgang Amadeus Mozart : La Flûte enchantée (troisième dame)
- Francis Poulenc : Dialogues des carmélites (Mme de Croissy, l'ancienne prieure du carmel de Compiègne)
- Sergueï Prokofiev : L'Ange de feu (Renata)
- Jean-Philippe Rameau :
  - Zoroastre
  - Les Indes galantes
- Renzo Rossellini : L'Annonce faite à Marie
- Louis Saguer : Mariana Pineda
- Camille Saint-Saëns Samson et Dalila (Dalila)
- Marcel Samuel-Rousseau : Le Bon Roi Dagobert
- Charlotte Sohy : L'Esclave couronnée (Astrid, contralto, rôle-titre, création)
- Igor Stravinsky :
  - The Rake's Progress
  - Les Noces
- Piotr Ilitch Tchaïkovski : La Dame de pique (la comtesse)
- Ambroise Thomas : Mignon (rôle-titre)
- Giuseppe Verdi :
  - Aïda (Amneris)
  - Rigoletto (Maddalena)
  - Un ballo in maschera (Ulrica)
- Richard Wagner :
  - Siegfried (Erda)
  - Le Crépuscule des Dieux (la Première Norne)
  - La Walkirie (Fricka)
  - Le Vaisseau fantôme (Mary)
- Carl Maria von Weber Oberon (Puck)